# Chameleon (Marvel)
De Chameleon is een fictieve superschurk uit de strips van Marvel Comics, en een vaste vijand van Spider-Man. Hij werd bedacht door Stan Lee en Steve Ditko en verscheen voor het eerst in Amazing Spider-Man #1 maart 1963). Daarmee was hij, op de inbreker die Ben Parker vermoordde na, de eerste van Spider-Mans vaste lijst van vijanden.
Chameleon is een spion en een meester in vermommen. In de loop der jaren heeft hij verschillende traditionele, zeer geavanceerde en biologisch versterkte middelen gebruikt om zijn uiterlijk te veranderen en zo vrijwel iedereen te kunnen imiteren.
Hij was tevens de halfbroer van een andere vijand van Spider-Man, Kraven the Hunter.

## Biografie
Chameleon was eerst een Russisch burger genaamd Dmitri Smerdyakov. In zijn jeugd was hij de helper van zijn halfbroer Kraven the Hunter, alias Sergei Kravinoff. Hoewel Dmitri en Sergei vrienden waren, mishandelde Sergei zijn halfbroer vaak. Hierdoor kreeg Dmitri een soort combinatie van bewondering en verachting voor Sergei. Uiteindelijk emigreerde Dmitri naar de Verenigde Staten en nam de identiteit “Chameleon” aan.
Tijdens zijn eerste bekende misdaad imiteerde hij Spider-Man, maar hij werd ontmaskerd en gearresteerd. Kort daarna kwam Sergei Kravinoff naar de Verenigde Staten, en Chameleon zette hem op tegen Spider-Man. Hierdoor werden beide mannen vaste vijanden van Spider-Man.
Nadat Sergei zelfmoord had gepleegd wilde Chameleon Spider-Man koste wat het kost laten lijden voor het feit dat hij Kraven er niet van kon weerhouden zichzelf te doden. Hij werkte een tijdje samen met Harry Osborn, de tweede Green Goblin. Voordat hij stierf vertelde Harry Chameleon Spider-Mans ware identiteit. Chameleon gebruikte deze kennis om Spider-Man aan te vallen vermomd als zijn vrienden en familie.
Tijdens een ander gevecht met Spider-Man wierp Chameleon zichzelf van dezelfde brug al waar Green Goblin Gwen Stacy had vermoord. Hij verscheen later weer, maar nu compleet doorgedraaid en onder de gedachte dat hij Sergei Kravinoff was. Spider-Man ontdekte pas dat Chameleon nog leefde toen deze weer was genezen en zich aansloot bij de Sinister Six.
Nadat Spider-Man Chameleon ontmaskerde, stelde hij een nieuw team genaamd de Exterminators samen. Hoeveel leden dit team telt is nog niet bekend, maar enkele leden zijn Will o' the Wisp, Scarecrow, Swarm, Electro en Molten Man.
Chameleons meest vernederende nederlaag was niet tegenover Spider-Man, maar diens tante May Parker. Vermomd als Peter Parker probeerde hij dicht genoeg in haar buurt te komen om haar te vermoorden. May doorzag de vermomming echter en wist hem uit te schakelen met koekjes ingesmeerd met het middel Zolpidem.

## Krachten en vaardigheden
Oorspronkelijk gebruikte Chameleon simpele make-up en kostuums om iemand te imiteren. Als hulpmiddel maakte hij een speciaal apparaat voor aan zijn riem dat een gas losliet wat hem hielp zijn make-up snel te veranderen.
Later gebruikte Chameleon holografische technologie die hem in staat stelde zijn uiterlijk met een druk op een knop te veranderen.
Tegenwoordig zijn Chameleons krachten ingeboren. Zijn huid en pigment zijn operatief en mutagenetisch veranderd, zodat hij op commando een ander uiterlijk kan aannemen. Hij draagt ook speciale kleding van een materiaal dat reageert op zijn zenuwimpulsen en zo kan veranderen in elk soort kleding.
Ook werd onthuld dat Chameleon dezelfde serums als Kraven had ingenomen. Dit kan erop duiden dat beide personages even oud zijn (over de 70 jaar). Chameleons kracht is echter veel lager dan die van Kraven.
Naast zijn vermommingen is Chameleon ook een briljante methodacteur. Hij spreekt verschillende talen vloeiend. Hoewel hij geen wetenschappelijk genie is, heeft hij tijdens zijn verlengde leven veel ervaring opgedaan met verschillende soorten technologie. Deze past hij nog regelmatig toe bij zijn criminele plannen.

## Chameleon in andere media
Chameleon verscheen in de aflevering "Seven Little Superheroes" van de animatieserie Spider-Man and His Amazing Friends. In deze aflevering lokt hij Spider-Man, Iceman, Firestar, Captain America, Dr. Strange, Namor the Sub-Mariner en Shanna, the She-Devil naar een verlaten eiland en schakelt hen een voor een uit. Zijn stem werd gedaan door Hans Conreid.
In Spider-Man: The Animated Series was Chameleon een internationale huurmoordenaar en spion. Ook kan (of wil) hij niet praten in zijn normale vorm, maar alleen als hij vermomd is. In deze serie gebruikt hij een speciale riem die een foto kan maken van een persoon, en Chameleon vervolgens kan vermommen als die persoon. In zijn debuut aflevering had hij de opdracht twee diplomaten van de Verenigde Naties te vermoorden, maar Spider-Man stopte hem. Later verscheen hij als lid van de Insidious Six. In de team-up afleveringen met Daredevil werkte hij voor Kingpins zoon Richard Fisk. In de Six Forgotten Warriors afleveringen werd hij weer lid van de Insidious Six, maar verraadde hen uiteindelijk en sloot zich aan bij de Red Skull.
In deze serie was Chameleon geen familie van Kraven the Hunter. In plaats daarvan was Red Skull zijn adoptievader, en Electro zijn broer.
Dmitri Kravinoff verschijnt in de film Kraven the Hunter uit 2024. Hierin wordt hij gespeeld door Fred Hechinger en Billy Barratt in een jongere versie. In deze film is Dmitri een vervreemde halfbroer van Kraven.

### Marvel Cinematic Universe
Sinds 2019 verschijnt Dmitri Smerdyakov in het Marvel Cinematic Universe en wordt vertolkt door Numan Acar. Dmitri Smerdyakov verschijnt in de volgende film en serie: 
- Spider-Man: Far From  Home (2019)
- Your Friendly Neighborhood Spider-Man (2025) (stem ingesproken door Roger Craig Smith) (Disney+)